# Galactia dimorpha
Galactia dimorpha är en ärtväxtart som beskrevs av Arturo Erhardo Erardo Burkart. Galactia dimorpha ingår i släktet Galactia och familjen ärtväxter. Inga underarter finns listade i Catalogue of Life.